# Saisonkrankheit
Saisonkrankheiten sind Krankheiten, die zu bestimmten Jahreszeiten gehäuft auftreten. Dazu gehören Erkältungen, Heuschnupfen, Winterdepression, Rachitis, arterielle und venöse Gefäßverschlüsse oder Sommerdurchfälle. Das Auftreten hängt von den jeweiligen saisonalen Bedingungen ab, wie etwa den Ernährungsmöglichkeiten oder den klimatischen Verhältnissen.
Zum Beispiel ist an die saisonal-depressive Störung zu erinnern, die immer zu einer bestimmten Zeit auftritt, zum Beispiel im Winter (Winterdepression). Sie wird auch als rezidivierende depressive Störung oder als saisonale affektive Störung bezeichnet, die zu vorhersagbaren Jahreszeiten auftritt.
Otto Dornblüth nannte 1936 in seinem Klinischen Wörterbuch
- als Beispiele für Krankheiten mit einem ‚Frühjahrsgipfel‘ Tetanie, Rachitis, Pellagra, Miliartuberkulose und Gicht und
- als Beispiele für Krankheiten mit einem ‚Herbstgipfel‘ Bronchialasthma, Rheumatismus und Tabes dorsalis.[4]

Ursache einer [infektiösen] Saisonkrankheit ist die periodische Einwirkung des Klimas auf Krankheitserreger, Reservoire, Übertragungsfaktoren oder auf die Empfänglichkeit der Wirte mit Aktivierung des epidemiologischen infektiösen Grundvorganges.
In der aktuellen 10. Version der internationalen statistischen Klassifikation der Krankheiten und verwandter Gesundheitsprobleme (ICD-10) werden auch die saisonale allergische Rhinitis (J 30.2) und die saisonale Rhinokonjunktivitis (H 10.8) aufgezählt. Gerd Harald Herold nennt noch das saisonale Asthma (J45.9) mit saisonaler Allergenexposition.
Das Gegenteil von Saisonkrankheiten sind perennierende Krankheiten (das Adjektiv perennierend, lateinisch perennis ‚das Jahr hindurch dauernd‘, zu annus ‚Jahr‘, bezieht sich auf die Ganzjähigkeit besonders von Pflanzen, aber auch von Krankheiten).